# Monochamus rondoni
Monochamus rondoni là một loài bọ cánh cứng trong họ Cerambycidae.